# گند زیبا
«گند زیبا» تک‌آهنگی از هنرمند اهل روسیه کریستین کوستاو است که در سال ۲۰۱۷ میلادی منتشر شد. این ترانه نماینده بلغارستان در یوروویژن ۲۰۱۷ بود که به رتبه دو دست یافت.